# Língua aimará

Distribuição dos falantes de aimará

O aimará (aymar aru) é uma língua falada por mais de dois milhões e meio de pessoas da etnia aimará, principalmente no Peru, na Bolívia, no Chile e na Argentina. Atualmente, há quase 2.5 milhões de pessoas de etnia e língua aimará na zona dos Andes. Os aimarás são a segunda etnia ameríndia mais populosa da América do Sul, sendo superados apenas pelos quíchuas (15 milhões de pessoas). O aimará é falado como primeira língua sobretudo por camponeses andinos, ao passo que nos centros urbanos a língua é comumente usada como segundo idioma.
No Peru e na Bolívia, a língua aimará é considerada língua oficial junto com o idioma quíchua, o qual possui uma longa história de contato linguístico com o aimará. Na Bolívia, há cerca de um milhão e 200 mil falantes do aimará, havendo concentrações nos departamentos de Oruro e Chuquisaca. Dentre as variedades bolivianas, a forma falada na capital La Paz considerada a variante de prestígio do idioma. No Chile, há cerca de 50 mil falantes, os quais habitam as regiões andinas do norte do país, em Tarapacá e Antofagasta. Há também cerca de 10 mil falantes do aimará no oeste da Argentina. 
Embora aimará seja considerado uma língua coesa, existem diferenças regionais dependendo do local onde é falado. Devido às várias semelhanças estruturais, houve propostas de que o aimará tivesse a mesma origem genealógica que o quíchua, língua oficial do Império Inca, mas tal hipótese é hoje descartada. Os que defendem o parentesco linguístico baseiam-se nas semelhanças (por exemplo a palavra condor é kuntura em aimará e kuntur em quíchua, ou ainda apu, apo, que significam "chefe" em chilli, em quichua, em aimará.

## Alfabeto
Até a introdução do alfabeto latino duranta a colonização, o aimará não dispunha de uma forma escrita; esta foi criada para a pregação religiosa e conversão dos ameríndios. A ortografia aimará apresenta alto grau de correspondência entre os grafemas e os fonemas da língua e baseia-se nas convenções ortográficas utilizadas no castelhano, tais como LL para representar o som /ʎ/, J para /h/, CH para /tʃ/ e Y para /j/. 
O aimará utiliza 15 letras do alfabeto latino, das quais 3 são vogais (I A U) e 12 consoantes (P T K Q S J X L M N W Y). Os sons ejetivos são representados com um apóstrofo seguindo as consoantes (Pʼ Tʼ Kʼ Qʼ), ao passo que as consoantes aspiradas /pʰ tʰ kʰ qʰ/ são representadas por meio de dígrafos (PH TH KH QH) e de um trígafo (CHH) no caso de /tʃʰ/.

## Características tipológicas
A língua aimará é de natureza aglutinante e polissintética, com sentenças do tipo Sujeito-Objeto-Verbo (SOV). Assim como outros poucos idiomas, o aimará distingue nas formas verbais dois tipos de eventos: "aqueles testemunhados por quem fala", e "aqueles NÃO testemunhados por quem fala".
Interessante característica - que é exclusiva desse idioma - é a lógica ternária (sim, talvez, não), em contraposição às demais línguas, que seguem a lógica binária (sim, não). Em aimará essa incerteza é expressa por meio de prefixos e sufixos apostos às formas verbais.
Segundo especialistas - entre os quais Umberto Eco e Ludovico Bertonio - essa característica enriquece o aimará com maior expressividade, maior capacidade de incorporar neologismos e também de expressar conceitos abstratos.
Essa língua foi denominada por Emeterio Villamil de Rada (1860) como "a língua de Adão", em função de sua perfeição.
Os conceitos de tempo - passado, futuro - do idioma aimará são únicos, uma vez que aliados ao gestual e a palavras similares, os falantes do aimará gesticulam e associam futuro com "atrás/antes" e passado com "adiante/depois".

## Primeiras obras
Dentre as primeiras obras publicadas sobre a língua aimará ou em aimará, podem citar as seguintes:
- "Arte breve de la Lengua Aymara, para introducción del Arte grande de la misma lengua", do jesuíta Ludovico Bertônio, publicada em 1603;
- "Arte y gramática muy copiosa de la Lengua Aymara. Con muchos, y varios modos de hablar para su mayor declaración, con la tabla de los capítulos, y cosas que en ella se contienen. &c.", de Ludovico Bertônio, publicada em 1603; e
- "El libro de la Vida y Milagros de Nuestro Señor Jesu Christo en dos lenguas, Aymara y Romance", de Ludovico Bertônio, publicada em 1612;
- "Arte de la lengua aymara, con una silva de phrases de la misma lengua, y su declaración en romance y del Vocabulario de la lengua aymara", de Ludovico Bertônio, publicada em 1612;[2][3]
- "Vocabulario de la lengua aymara", de Ludovico Bertônio, publicado em 1612, em Juli.[4]

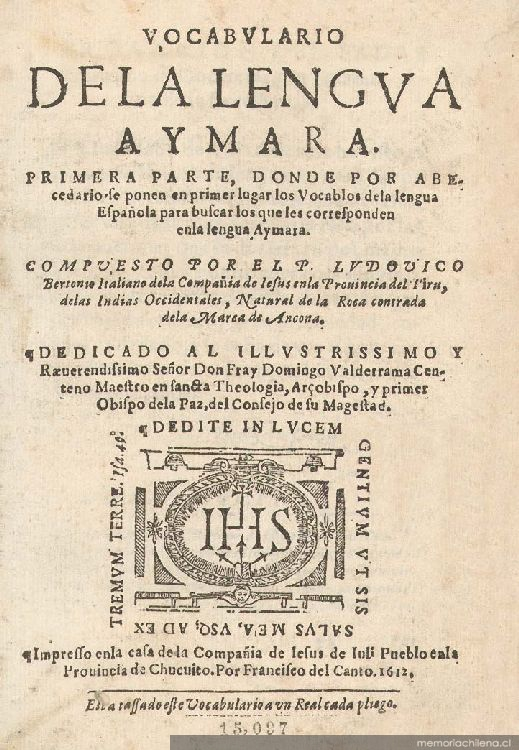
Capa do Livro "Vocabuário da Lengua Aymará" de Ludovico Bertônio